# Coleophora intermixta
Coleophora intermixta é uma espécie de mariposa do gênero Coleophora pertencente à família Coleophoridae.